# سینا زند
سینا زند (زادهٔ ۱۹ فروردین ۱۳۶۷ – درگذشتهٔ ۳۱ خرداد ۱۴۰۲) صدا پیشهٔ اهل ایران بود. او فرزند امیرهوشنگ زند، از صداپیشه‌های باسابقه ایران بود.وی فعالیت خود را از سال ۱۳۷۴ در عرصهٔ صداپیشگی‌ آغاز کرد. او همچنین خواهرزادهٔ رخشان بنی‌اعتماد، از کارگردان و نویسنده‌ها و پسرخالهٔ باران کوثری، از بازیگران مطرح ایرانی بود.
سینا زند در بسیاری از فیلم‌ها و کارتون‌ها که از دههٔ ۱۳۷۰ به بعد پخش می‌شد، صداپیشگی می‌کرد. صداپیشگی به جای الکس لینز در فیلم تنها در خانه ۳ و تارزن و تارزان و بن ۱۰ و انتقام آرزوها از جمله کارهای مشهور او بود.
صداپیشگی در مجموعه‌های لیست سیاه، با سال تماس بگیرید و نه غریبه کامل از دیگر فعالیت‌های او بود. 